# ألان فروست (مؤرخ)
ألان فروست (بالإنجليزية: Alan Frost)‏ هو مؤرخ بريطاني، ولد في 1943.